# Nakayama Riku
Riku Nakayama (sinh ngày 22 tháng 1 năm 2001) là một cầu thủ bóng đá người Nhật Bản.

## Sự nghiệp câu lạc bộ
Riku Nakayama đã từng chơi cho Ventforet Kofu.